# Rockstar Games
Rockstar Games è un'azienda statunitense dedita allo sviluppo e alla distribuzione di videogiochi con sede a New York, fondata nel dicembre 1998 da un gruppo di ex dirigenti e impiegati di BMG Interactive, una ex divisione di BMG Entertainment, come sussidiaria di Take Two Interactive.
È conosciuta principalmente per aver pubblicato alcune delle serie di videogiochi più venduti di sempre, come Grand Theft Auto e Red Dead, ma anche per titoli come Manhunt, Bully e le serie di Max Payne e Midnight Club. L'azienda è composta da numerosi studi in tutto il mondo che sono stati acquisiti o fondati nel corso degli anni da Take Two, e successivamente inglobati in Rockstar Games, tra i più famosi figurano Rockstar North e Rockstar San Diego.

## Storia

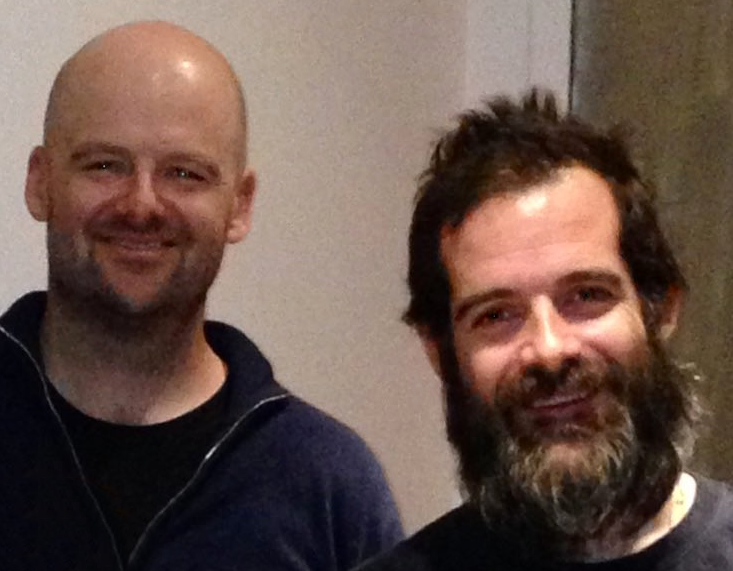
I fratelli Dan (sinistra) e Sam Houser (destra), due dei co-fondatori di Rockstar Games. Dan Houser ha lasciato l'azienda nel 2020, Sam è l'attuale presidente.

Nel marzo 1998 Take Two Interactive ha annunciato l'acquisizione dell'azienda BMG Interactive, una sussidiaria di BMG Entertainment, parte della multinazionale tedesca Bertelsmann, dedita alla pubblicazione di videogiochi. Nel dicembre 1998 i fratelli Sam e Dan Houser, Jamie King, Terry Donovan e Gary Foreman, ex dirigenti e impiegati di BMG Interactive, fondano Rockstar Games come sussidiaria di Take Two Interactive, utilizzando i beni e le proprietà intellettuali acquisite da BMG, tra cui i brand di Grand Theft Auto e Space Station Silicon Valley.
La sede centrale di Rockstar Games, conosciuta come Rockstar NYC, si trova sulla Broadway, nel quartiere NoHo di Manhattan (New York), come parte degli uffici di Take Two Interactive. È la sede dei dipartimenti di marketing, pubbliche relazioni e sviluppo del prodotto.
I primi studi ad essere inglobati nella società dopo la fondazione sono stati il canadese Alternative Reality Technologies, in seguito rinominato in Rockstar Canada, che Take Two aveva in precedenza acquisito da GameTek nel luglio 1997; e lo scozzese DMA Design (rinominato in Rockstar North nel 2002), acquisito nel settembre 1999 da Infogrames. Tra il 2001 e il 2004 vengono acquisiti diversi studi in Europa e Nord America, ossia l'americano Angel Studios (l'attuale Rockstar San Diego), le inglesi Tarantula Studios (Rockstar Lincoln) e Möbius Entertainment (Rockstar Leeds), l'austriaco Neo Software Produktions (Rockstar Vienna) e il canadese Barking Dog Studios (Rockstar Vancouver). Nel 2002 Rockstar Canada viene rinominato in Rockstar Toronto per evitare confusione con il neo-acquisito Rockstar Vancouver.
Nel corso del 2005 Rockstar Games e la sua società madre Take Two Interactive si ritrovano al centro di numerose controversie legali in seguito al ritrovamento, da parte di un gruppo di modder, di un minigioco, noto non ufficialmente come Hot Coffee, contenente materiale di natura pornografica all'interno del videogioco Grand Theft Auto: San Andreas, accessibile soltanto modificando il codice del gioco. Lo scandalo porto alla riclassificazione del gioco da parte del ESRB da M (Mature) a AO (Adults Only), il ritiro del gioco dalla vendita in numerosi negozi degli Stati Uniti e Australia, l'avvio di una indagine della Federal Trade Commission e diverse class action da parte di consumatori e investitori.
Nel novembre 2005 viene aperto un nuovo studio di sviluppo a Londra, Rockstar London, in un complesso di uffici in precedenza usati come sede europea per il marketing e le pubbliche relazioni. Nel maggio 2006 lo studio Rockstar Vienna viene chiuso definitivamente e senza preavviso da parte di Take-Two, e tutti i 110 dipendenti vengono licenziati. Nel luglio 2012 lo studio Rockstar Vancouver viene chiuso e ai dipendenti viene offerta la possibilità di unirsi a Rockstar Toronto o qualsiasi altro studio Rockstar.
Sino al febbraio 2014 i prodotti di Rockstar Games hanno venduto più di 250 milioni di copie, con la serie di Grand Theft Auto che ha raggiunto da sola almeno i 220 milioni nel settembre 2015. A febbraio 2022 la serie ha raggiunto le 370 milioni di copie vendute con solo Grand Theft Auto V a quota 160 milioni di unità piazzate sul mercato. Nel marzo 2014 Rockstar Games ha ricevuto il BAFTA Academy Fellowship Award durante la 10ª edizione dei British Academy Video Game Awards.
Nell'agosto 2016 viene aperto lo studio Rockstar India a Bangalore, mentre diversi anni dopo, nel maggio 2019, Rockstar acquisisce lo studio indiano Dhruva Interactive dall'editore Starbreeze Studios, che viene fatto coinfluire in Rockstar India. Nell'ottobre 2020 viene acquisito lo studio scozzese Ruffian Games, in seguito rinominato Rockstar Dundee.
Nel settembre 2022 un hacker, in seguito identificato come un giovane membro del gruppo hacker Lapsus$, è riuscito ad intrufolarsi all'interno dei canali riservati di Rockstar su Slack e a trafugare oltre 90 video riservati e parte del codice sorgente dallo sviluppo di Grand Theft Auto VI, per poi pubblicare il tutto sul sito web GTAForums. Rockstar ha in seguito confermato, tramite un comunicato, la veridicità del leak, che è stato definito dalla stampa come la peggior violazione di dati nella storia dei videogiochi.
Nell'agosto 2023 viene acquisito il team Cfx.re, il gruppo di modder responsabile dello sviluppo delle mod FiveM per Grand Theft Auto V e RedM per Red Dead Redemption II. Nel marzo 2025 Rockstar Games ha annunciato l'acquisizione dello studio australiano Video Games Deluxe, che viene quindi rinominato in Rockstar Australia, in passato già coinvolto nello sviluppo delle versioni VR di L.A. Noire e di aggiornamenti correttivi per Grand Theft Auto: The Trilogy - The Definitive Edition.

## Politica dell'azienda
Nell'ottobre 2011, il vicepresidente Dan Houser ha affermato in un'intervista su Famitsu che Rockstar sta deliberatamente evitando di sviluppare sparatutto in prima persona:
In seguito afferma, parlando del futuro della società:
Rockstar ha in seguito pubblicato Grand Theft Auto V e Red Dead Redemption II su PlayStation 4, Xbox One e PC con la possibilità di essere, in via opzionale, completamente giocati da una prospettiva in prima persona, portando i giochi ad avere una parità estetica con altri sparatutto in prima persona.

## Studi
Rockstar Games è composta da diversi studi sparsi per il mondo, ognuno con diversi compiti. A partire dalla pubblicazione di Max Payne 3 nel 2012, gli studi Rockstar condividono insieme il marchio Rockstar Games e collaborano in maniera collettiva nello sviluppo dei propri videogiochi, invece di focalizzarsi ognuno su un proprio progetto.

### Attuali
| Logo | Nome                  | Sede                                 | Fondazione                                        | Acquisizione | Note |
| ---- | --------------------- | ------------------------------------ | ------------------------------------------------- | ------------ | --- |
|      | Rockstar Toronto      | Oakville, Ontario (Canada)           | 1994 (come Alternative Reality Technologies Inc.) | 1999         | Sviluppatore del videogioco The Warriors e della versione PC di Grand Theft Auto IV                                                         |
|      | Rockstar North        | Edimburgo, Scozia (Regno Unito)      | 1987 (come DMA Design Limited)                    | 1999         | Sviluppatore della serie Grand Theft Auto e Manhunt.                                                                                        |
|      | Rockstar Lincoln      | Lincoln, Inghilterra (Regno Unito)   | 1997 (come Tarantula Studios)                     | 2002         | Responsabile del controllo di qualità e della localizzazione dei giochi editi da Rockstar Games.                                            |
|      | Rockstar San Diego    | Carlsbad, California (Stati Uniti)   | 1984 (come Angel Studios, Inc.)                   | 2002         | Sviluppatore delle serie Midnight Club e Red Dead.                                                                                          |
|      | Rockstar Leeds        | Leeds, Inghilterra (Regno Unito)     | 1998 (come Möbius Entertainment Ltd.)             | 2004         | Sviluppatore di Beaterator, Grand Theft Auto: Liberty City Stories, Grand Theft Auto: Vice City Stories e Grand Theft Auto: Chinatown Wars. |
|      | Rockstar London       | Londra, Inghilterra (Regno Unito)    | 2005                                              |              | Sviluppatore di Manhunt 2 e Midnight Club: LA Remix.                                                                                        |
|      | RAGE Technology Group | Carlsbad, California (Stati Uniti)   | 2006                                              |              | Sviluppatore del motore grafico RAGE, lavora insieme a Rockstar San Diego.                                                                  |
|      | Rockstar New England  | Andover, Massachusetts (Stati Uniti) | 1999 (come Mad Doc Software, LLC)                 | 2008         | Sviluppatore di Bully: Scholarship Edition                                                                                                  |
|      | Rockstar India        | Bangalore (India)                    | 2016                                              |              | |
|      | Rockstar Dundee       | Dundee, Scozia (Regno Unito)         | 2008 (come Ruffian Games)                         | 2020         | |
|      | Cfx.re                |                                      | 2016                                              | 2023         | Sviluppatori delle mod FiveM per Grand Theft Auto V e RedM per Red Dead Redemption 2                                                        |
|      | Rockstar Australia    | Sydney (Australia)                   | 2013 (come Video Games Deluxe)                    | 2025         | Sviluppatori di L.A. Noire: The VR Case Files                                                                                               |

### Passati
| Logo | Nome               | Sede               | Fondazione                                | Acquisizione | Chiusura | Note |
| ---- | ------------------ | ------------------ | ----------------------------------------- | ------------ | -------- | --- |
|      | Rockstar Vienna    | Vienna (Austria)   | 1993 (come Neo Software Produktions GmbH) | 2001         | 2006     | Sviluppatore delle versioni Xbox di Max Payne, Max Payne 2, Grand Theft Auto III e Grand Theft Auto: Vice City. |
|      | Rockstar Vancouver | Vancouver (Canada) | 1998 (come Barking Dog Studios Ltd.)      | 2002         | 2012     | Sviluppatore di Canis Canem Edit.                                                                               |

## Videogiochi pubblicati
| Videogioco                                             | Piattaforme                                                                       | Data di rilascio  | Sviluppatore                                                       |
| ------------------------------------------------------ | --------------------------------------------------------------------------------- | ----------------- | ------------------------------------------------------------------ |
| Grand Theft Auto: London 1969                          | MS-DOS, Windows                                                                   | 6 aprile 1999     | Rockstar Canada                                                    |
| Grand Theft Auto: London 1969                          | PlayStation                                                                       | 30 aprile 1999    | Runecraft                                                          |
| Grand Theft Auto: London 1961                          | MS-DOS, Windows                                                                   | 1 luglio 1999     | Rockstar Canada                                                    |
| Monster Truck Madness 64                               | Nintendo 64                                                                       | 30 luglio 1999    | Edge of Reality                                                    |
| Grand Theft Auto II                                    | Windows, PlayStation                                                              | 22 ottobre 1999   | DMA Design                                                         |
| Grand Theft Auto II                                    | Dreamcast                                                                         | 30 aprile 2000    | DMA Design                                                         |
| Grand Theft Auto II                                    | Game Boy Color                                                                    | 12 dicembre 2000  | Tarantula Studios                                                  |
| Earthworm Jim 3D                                       | Nintendo 64                                                                       | 31 ottobre 1999   | VIS Entertainment                                                  |
| Thrasher Presents Skate and Destroy                    | PlayStation                                                                       | 15 novembre 1999  | Z-Axis                                                             |
| Evel Knievel                                           | Game Boy Color                                                                    | 22 novembre 1999  | Tarantula Studios                                                  |
| Wild Metal Country                                     | Dreamcast                                                                         | 1 febbraio 2000   | DMA Design                                                         |
| Austin Powers: Oh, Behave!                             | Game Boy Color                                                                    | 17 settembre 2000 | Tarantula Studios                                                  |
| Austin Powers: Welcome to My Underground Lair!         | Game Boy Color                                                                    | 17 settembre 2000 | Tarantula Studios                                                  |
| Midnight Club: Street Racing                           | PlayStation 2                                                                     | 26 ottobre 2000   | Angel Studios                                                      |
| Midnight Club: Street Racing                           | Game Boy Advance                                                                  | 9 novembre 2001   | Rebellion Developments                                             |
| Smuggler's Run                                         | PlayStation 2                                                                     | 26 ottobre 2000   | Angel Studios                                                      |
| Surfing H3O                                            | PlayStation 2                                                                     | 27 ottobre 2000   | Opus Corp.                                                         |
| Oni                                                    | PlayStation 2                                                                     | 29 gennaio 2001   | Rockstar Canada                                                    |
| Grand Theft Auto III                                   | PlayStation 2                                                                     | 22 ottobre 2001   | DMA Design                                                         |
| Grand Theft Auto III                                   | Windows                                                                           | 21 maggio 2002    | DMA Design                                                         |
| Grand Theft Auto III                                   | Xbox                                                                              | 4 novembre 2003   | Rockstar Vienna                                                    |
| Grand Theft Auto III                                   | MacOS                                                                             | 12 novembre 2010  | TransGaming                                                        |
| Grand Theft Auto III                                   | Android, iOS                                                                      | 15 dicembre 2011  | War Drum Studios                                                   |
| Smuggler's Run 2: Hostile Territory                    | PlayStation 2                                                                     | 29 ottobre 2001   | Angel Studios                                                      |
| Max Payne                                              | PlayStation 2                                                                     | 6 dicembre 2001   | Rockstar Canada                                                    |
| Max Payne                                              | Xbox                                                                              | 12 dicembre 2001  | Neo Software Produktions                                           |
| Max Payne                                              | Game Boy Advance                                                                  | 16 dicembre 2003  | Möbius Entertainment                                               |
| Max Payne                                              | iOS                                                                               | 12 aprile 2012    | War Drum Studios                                                   |
| Max Payne                                              | Android                                                                           | 14 giugno 2012    | War Drum Studios                                                   |
| State of Emergency                                     | PlayStation 2                                                                     | 13 febbraio 2002  | VIS Entertainment                                                  |
| State of Emergency                                     | Xbox                                                                              | 26 marzo 2003     | VIS Entertainment                                                  |
| The Italian Job                                        | PlayStation                                                                       | 3 maggio 2002     | Pixelogic Limited                                                  |
| Smuggler's Run: Warzones                               | GameCube                                                                          | 6 agosto 2002     | Angel Studios                                                      |
| Grand Theft Auto: Vice City                            | PlayStation 2                                                                     | 29 ottobre 2002   | Rockstar North                                                     |
| Grand Theft Auto: Vice City                            | Windows                                                                           | 13 maggio 2003    | Rockstar North                                                     |
| Grand Theft Auto: Vice City                            | Xbox                                                                              | 4 novembre 2003   | Rockstar Vienna                                                    |
| Grand Theft Auto: Vice City                            | MacOS                                                                             | 12 novembre 2010  | TransGaming                                                        |
| Grand Theft Auto: Vice City                            | iOS                                                                               | 6 dicembre 2012   | War Drum Studios                                                   |
| Grand Theft Auto: Vice City                            | Android                                                                           | 12 dicembre 2012  | War Drum Studios                                                   |
| Midnight Club II                                       | PlayStation 2                                                                     | 8 aprile 2003     | Rockstar San Diego                                                 |
| Midnight Club II                                       | Xbox                                                                              | 3 giugno 2003     | Rockstar San Diego                                                 |
| Midnight Club II                                       | Windows                                                                           | 2 luglio 2003     | Rockstar San Diego                                                 |
| Max Payne 2: The Fall of Max Payne                     | Windows                                                                           | 14 ottobre 2003   | Remedy Entertainment                                               |
| Max Payne 2: The Fall of Max Payne                     | Xbox                                                                              | 25 novembre 2003  | Rockstar Vienna                                                    |
| Max Payne 2: The Fall of Max Payne                     | PlayStation 2                                                                     | 2 dicembre 2003   | Rockstar Vienna                                                    |
| Manhunt                                                | PlayStation 2                                                                     | 18 novembre 2003  | Rockstar North                                                     |
| Manhunt                                                | Windows, Xbox                                                                     | 20 aprile 2004    | Rockstar North                                                     |
| Red Dead Revolver                                      | PlayStation 2, Xbox                                                               | 4 maggio 2004     | Rockstar San Diego                                                 |
| Grand Theft Auto Advance                               | Game Boy Advance                                                                  | 26 ottobre 2004   | Digital Eclipse                                                    |
| Grand Theft Auto: San Andreas                          | PlayStation 2                                                                     | 26 ottobre 2004   | Rockstar North                                                     |
| Grand Theft Auto: San Andreas                          | Windows, Xbox                                                                     | 7 giugno 2005     | Rockstar North                                                     |
| Grand Theft Auto: San Andreas                          | MacOS                                                                             | 12 novembre 2010  | TransGaming                                                        |
| Grand Theft Auto: San Andreas                          | iOS                                                                               | 12 dicembre 2013  | War Drum Studios                                                   |
| Grand Theft Auto: San Andreas                          | Android                                                                           | 7 gennaio 2014    | War Drum Studios                                                   |
| Grand Theft Auto: San Andreas                          | Windows Phone                                                                     | 28 gennaio 2014   | War Drum Studios                                                   |
| Grand Theft Auto: San Andreas                          | Xbox 360                                                                          | 26 ottobre 2014   | War Drum Studios                                                   |
| Grand Theft Auto: San Andreas                          | PlayStation 3                                                                     | 1 dicembre 2015   | War Drum Studios                                                   |
| Midnight Club 3: DUB Edition                           | PlayStation 2, Xbox                                                               | 12 aprile 2005    | Rockstar San Diego                                                 |
| Midnight Club 3: DUB Edition                           | PlayStation Portable                                                              | 26 giugno 2005    | Rockstar Leeds                                                     |
| The Warriors                                           | PlayStation 2, Xbox                                                               | 17 ottobre 2005   | Rockstar Toronto                                                   |
| The Warriors                                           | PlayStation Portable                                                              | 12 febbraio 2007  | Rockstar Leeds                                                     |
| Grand Theft Auto: Liberty City Stories                 | PlayStation Portable                                                              | 24 ottobre 2005   | Rockstar Leeds, Rockstar North                                     |
| Grand Theft Auto: Liberty City Stories                 | PlayStation 2                                                                     | 6 giugno 2006     | Rockstar Leeds, Rockstar North                                     |
| Grand Theft Auto: Liberty City Stories                 | iOS                                                                               | 17 dicembre 2015  | Lucid Games                                                        |
| Grand Theft Auto: Liberty City Stories                 | Android                                                                           | 11 febbraio 2016  | Lucid Games                                                        |
| Midnight Club 3: DUB Edition Remix                     | PlayStation 2, Xbox                                                               | 13 marzo 2006     | Rockstar San Diego                                                 |
| Rockstar Games Presents Table Tennis                   | Xbox 360                                                                          | 22 maggio 2006    | Rockstar San Diego, Rockstar Vienna                                |
| Rockstar Games Presents Table Tennis                   | Wii                                                                               | 16 ottobre 2007   | Rockstar Leeds                                                     |
| Canis Canem Edit                                       | PlayStation 2                                                                     | 17 ottobre 2006   | Rockstar Vancouver                                                 |
| Grand Theft Auto: Vice City Stories                    | PlayStation Portable                                                              | 31 ottobre 2006   | Rockstar Leeds, Rockstar North                                     |
| Grand Theft Auto: Vice City Stories                    | PlayStation 2                                                                     | 6 marzo 2007      | Rockstar Leeds, Rockstar North                                     |
| Manhunt 2                                              | PlayStation 2                                                                     | 30 ottobre 2007   | Rockstar London, Rockstar North                                    |
| Manhunt 2                                              | PlayStation Portable                                                              | 30 ottobre 2007   | Rockstar Leeds                                                     |
| Manhunt 2                                              | Wii                                                                               | 30 ottobre 2007   | Rockstar Toronto                                                   |
| Manhunt 2                                              | Windows                                                                           | 6 novembre 2009   | Rockstar London                                                    |
| Bully: Scholarship Edition                             | Xbox 360                                                                          | 4 marzo 2008      | Mad Doc Software                                                   |
| Bully: Scholarship Edition                             | Wii                                                                               | 4 marzo 2008      | Rockstar Toronto                                                   |
| Bully: Scholarship Edition                             | Windows                                                                           | 21 ottobre 2008   | Rockstar New England                                               |
| Grand Theft Auto IV                                    | PlayStation 3, Xbox 360                                                           | 29 aprile 2008    | Rockstar North                                                     |
| Grand Theft Auto IV                                    | Windows                                                                           | 2 dicembre 2008   | Rockstar Toronto                                                   |
| Midnight Club: Los Angeles                             | PlayStation 3, Xbox 360                                                           | 21 ottobre 2008   | Rockstar San Diego                                                 |
| Midnight Club: L.A. Remix                              | PlayStation Portable                                                              | 21 ottobre 2008   | Rockstar San Diego                                                 |
| Grand Theft Auto IV: The Lost and Damned               | Xbox 360                                                                          | 17 febbraio 2009  | Rockstar North                                                     |
| Grand Theft Auto IV: The Lost and Damned               | PlayStation 3                                                                     | 13 aprile 2010    | Rockstar North                                                     |
| Grand Theft Auto IV: The Lost and Damned               | Windows                                                                           | 13 aprile 2010    | Rockstar Toronto                                                   |
| Grand Theft Auto: Chinatown Wars                       | Nintendo DS                                                                       | 17 marzo 2009     | Rockstar Leeds, Rockstar North                                     |
| Grand Theft Auto: Chinatown Wars                       | PlayStation Portable                                                              | 20 ottobre 2009   | Rockstar Leeds, Rockstar North                                     |
| Grand Theft Auto: Chinatown Wars                       | iOS                                                                               | 18 gennaio 2010   | War Drum Studios                                                   |
| Grand Theft Auto: Chinatown Wars                       | Android                                                                           | 18 dicembre 2014  | War Drum Studios                                                   |
| Beaterator                                             | iOS, PlayStation Portable                                                         | 29 settembre 2009 | Rockstar Leeds                                                     |
| Grand Theft Auto IV: The Ballad of Gay Tony            | Xbox 360                                                                          | 29 ottobre 2009   | Rockstar North                                                     |
| Grand Theft Auto IV: The Ballad of Gay Tony            | PlayStation 3                                                                     | 13 aprile 2010    | Rockstar North                                                     |
| Grand Theft Auto IV: The Ballad of Gay Tony            | Windows                                                                           | 13 aprile 2010    | Rockstar Toronto                                                   |
| Red Dead Redemption                                    | PlayStation 3, Xbox 360                                                           | 18 maggio 2010    | Rockstar San Diego                                                 |
| Red Dead Redemption                                    | PlayStation 4, Nintendo Switch                                                    | 17 agosto 2023    | Double Eleven                                                      |
| Red Dead Redemption                                    | Windows                                                                           | 29 ottobre 2024   | Double Eleven                                                      |
| Red Dead Redemption: Undead Nightmare                  | PlayStation 3, Xbox 360                                                           | 26 ottobre 2010   | Rockstar San Diego                                                 |
| Red Dead Redemption: Undead Nightmare                  | PlayStation 4, Nintendo Switch                                                    | 17 agosto 2023    | Double Eleven                                                      |
| Red Dead Redemption: Undead Nightmare                  | Windows                                                                           | 29 ottobre 2024   | Double Eleven                                                      |
| L.A. Noire                                             | PlayStation 3, Xbox 360                                                           | 17 maggio 2011    | Team Bondi                                                         |
| L.A. Noire                                             | Windows                                                                           | 8 novembre 2011   | Rockstar Leeds                                                     |
| L.A. Noire                                             | PlayStation 4, Xbox One, Nintendo Switch                                          | 14 novembre 2017  | Virtuos                                                            |
| Max Payne 3                                            | PlayStation 3, Xbox 360                                                           | 15 maggio 2012    | Rockstar Studios                                                   |
| Max Payne 3                                            | Windows                                                                           | 29 maggio 2012    | Rockstar Studios                                                   |
| Max Payne 3                                            | MacOS                                                                             | 20 giugno 2013    | Rockstar Studios                                                   |
| Grand Theft Auto V                                     | PlayStation 3, Xbox 360                                                           | 17 settembre 2013 | Rockstar North                                                     |
| Grand Theft Auto V                                     | PlayStation 4, Xbox One                                                           | 18 novembre 2014  | Rockstar North                                                     |
| Grand Theft Auto V                                     | Windows                                                                           | 14 aprile 2015    | Rockstar North                                                     |
| Grand Theft Auto V                                     | PlayStation 5, Xbox Series X/S                                                    | 15 marzo 2022     | Rockstar North                                                     |
| Bully: Anniversary Edition                             | iOS, Android                                                                      | 8 dicembre 2016   | War Drum Studios                                                   |
| L.A. Noire: The VR Case Files                          | HTC Vive                                                                          | 15 dicembre 2017  | Video Games Deluxe                                                 |
| L.A. Noire: The VR Case Files                          | Oculus Rift                                                                       | 29 marzo 2018     | Video Games Deluxe                                                 |
| L.A. Noire: The VR Case Files                          | PlayStation VR                                                                    | 24 settembre 2019 | Video Games Deluxe                                                 |
| Red Dead Redemption II                                 | PlayStation 4, Xbox One                                                           | 26 ottobre 2018   | Rockstar Games                                                     |
| Red Dead Redemption II                                 | Windows                                                                           | 5 novembre 2019   | Rockstar Games                                                     |
| Red Dead Redemption II                                 | Google Stadia                                                                     | 19 novembre 2019  | Rockstar Games                                                     |
| Grand Theft Auto: The Trilogy - The Definitive Edition | PlayStation 4, PlayStation 5, Xbox One, Xbox Series X/S, Nintendo Switch, Windows | 11 novembre 2021  | Grove Street Games, Video Games Deluxe (aggiornamenti post-lancio) |
| Grand Theft Auto: The Trilogy - The Definitive Edition | iOS, Android                                                                      | 14 dicembre 2023  | Video Games Deluxe                                                 |
| Grand Theft Auto VI                                    | PlayStation 5, Xbox Series X/S                                                    | 26 maggio 2026    | Rockstar Games                                                     |

## Film
| Titolo                                           | Anno |
| ------------------------------------------------ | ---- |
| The Football Factory                             | 2004 |
| Grand Theft Auto: San Andreas - The Introduction | 2004 |
| Sunday Driver                                    | 2005 |
| Red Dead Redemption: The Man from Blackwater     | 2010 |

Nel 2011, Rockstar Games ha registrato il marchio Rockstar Films.